# Johann Höhn (młodszy)

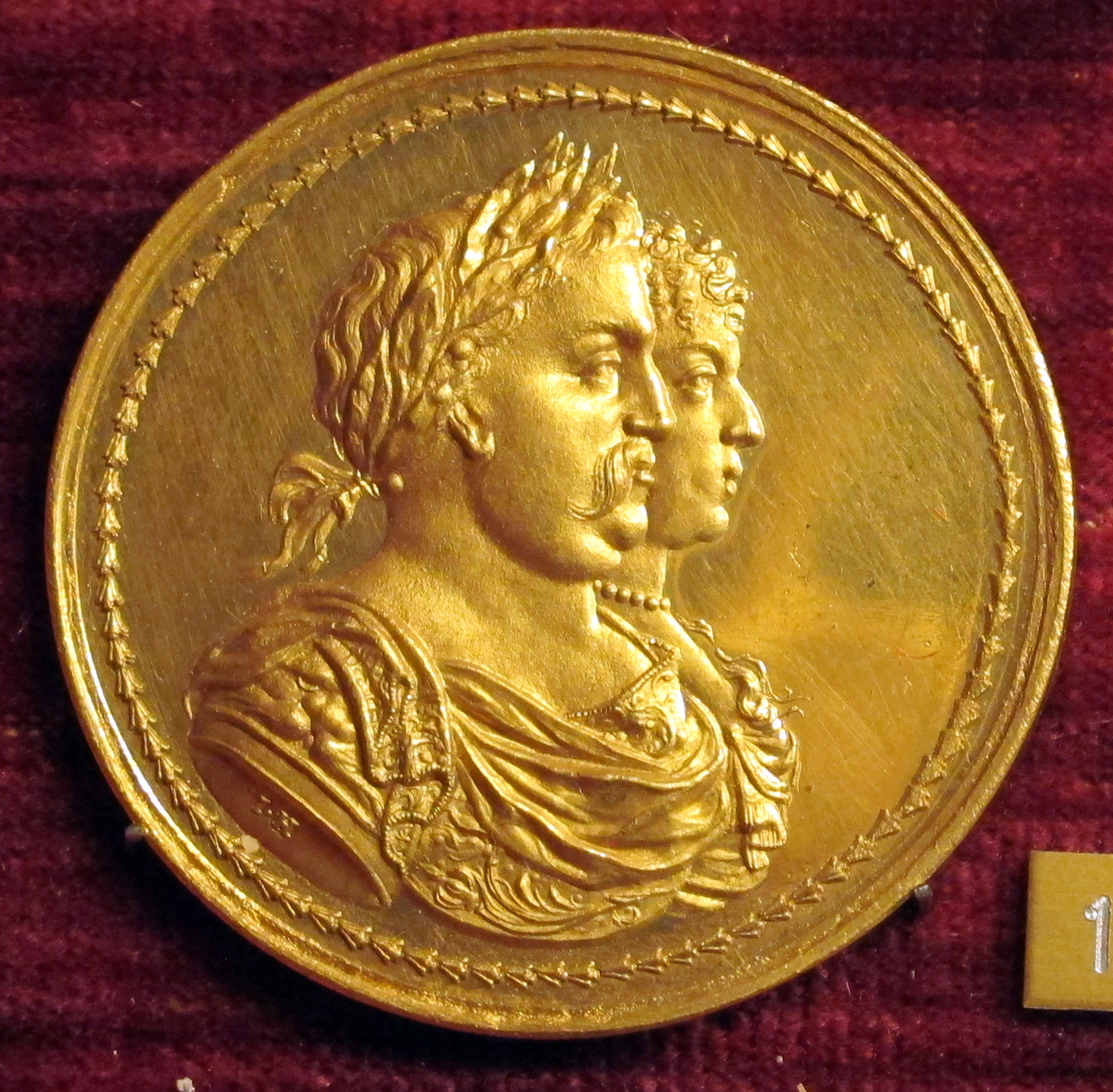
Złoty medal J. Höhna z portretami króla Jana Sobieskiego i jego małżonki Marii Kazimiery, 1676

Johann Höhn, Jan Höhn młodszy (ur. ok. 1642 w Gdańsku, zm. 26 listopada 1693 we Wrzeszczu) – gdański medalier.
Jego ojcem był medalier o tym samym imieniu i nazwisku, a matką Elżbieta z d. Martin. Zawodu uczył się u ojca i Sebastiana Dadlera. Aktywny zawodowo był co najmniej od 1656. W roku 1669 wziął ślub z Anną z d. Behr, ich synem był Johann, który również został medalierem. Drugi raz ożenił się z Elżbietą z d. von der Renne.
Tworzył liczne medale okolicznościowe upamiętniające aktualne wydarzenia w Polsce i Gdańsku, a także medale z wizerunkami ówczesnych polskich władców, magnatów Rzeczypospolitej i gdańskich mieszczan. Na niektórych zawarł widoki Gdańska albo jego okolic. Od początku kariery realizował też często zamówienia na medale dla kolejnych książąt pruskich (Fryderyka Wilhelma I (od 1678 był jego medalierem nadwornym) i Fryderyka III oraz ich otoczenia. Pojedyncze medale zlecili mu cesarz rzymski Leopold I Habsburg i dwór duński. Zajmował się ponadto mincerstwem zarówno dla mennicy w swoim rodzinnym mieście (wykonując tam m.in. donatywy, jak i nielegalnie na własny rachunek; to ostatnie doprowadziło do jego krótkotrwałego uwięzienia pod koniec życia. 
Został uwieczniony na portrecie malowanym przez Andrzeja Stecha, przechowywanym współcześnie w gdańskim Muzeum Narodowym. 
Medale artysty znajdują się w kolekcjach British Museum, Rijksmuseum, Niemieckiego Muzeum Historycznego, Muzeum Narodowego we Wrocławiu , Muzeum Warszawy  i muzeum Zamku na Wawelu. Ponadto w zbiorach Metropolitan Museum of Art oraz Muzeum Wiktorii i Alberta są pojedyncze medale autorstwa Johanna Höhna, ale nie wiadomo czy ojca, czy syna . 